# Clardea unicolor
Clardea unicolor är en insektsart som beskrevs av Victor Antoine Signoret 1862. Clardea unicolor ingår i släktet Clardea och familjen Tropiduchidae. Inga underarter finns listade i Catalogue of Life.